# Nyängsgruvan
| Långnäs anrikningsverk sett från fram- och baksida |  | Långnäs anrikningsverk sett från fram- och baksida |
| Långnäs anrikningsverk sett från fram- och baksida |  |                                                    |

Nyängsgruvan (även Nyängs gruvor, Nyängsfältet, eller bara Nyäng) med Långnäs anrikningsverk är ett malmfält med fyra före detta järngruvor i Långnäs i Hofors kommun, Gävleborgs län. Området ligger cirka 5 km sydost om Hofors, i ett område rikt på nedlagda gruvor, inklusive Vingesbacke och Storbergets gruvor (däribland Stollgruvan/Stillagruvan, Storgruvan, Fräkengruvorna och Johannesgruvan). 

## Historia

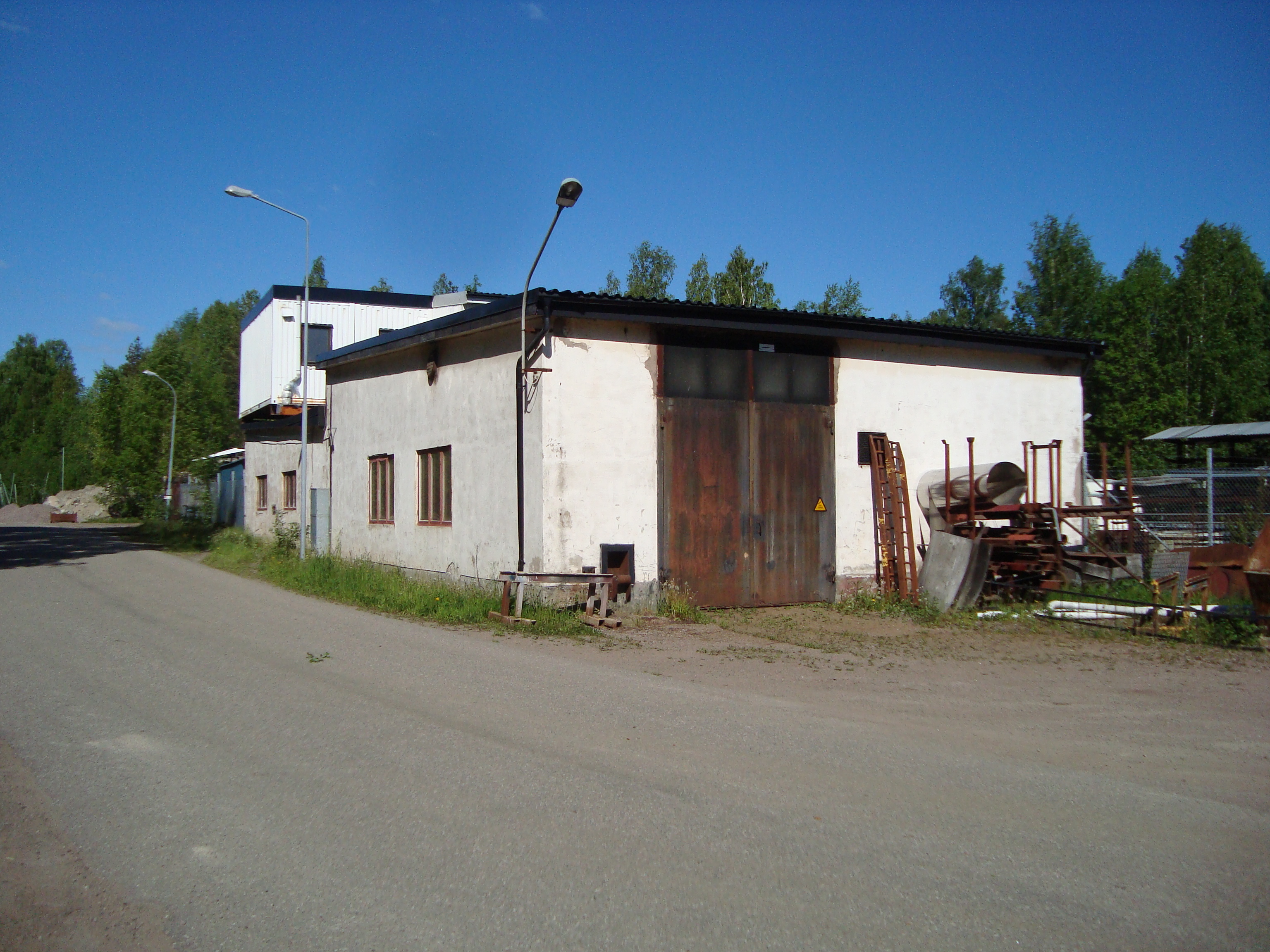
Gamla lokstallet vid Nyängsgruvan.

Första gången gruvdrift i Nyäng finns noterat är 1646, men gruvdriften kom igång ordentligt först 1785. Gruvorna försåg Hofors bruk med högkvalitativ och fosforfattig järnmalm. Området är dock i viss mån svår att bearbeta, då berggrunden är rik på sprickor.
Den huvudsakliga gruvan kallas kort och gott för Nyängsgruvan och ägdes av Hofors AB, senare SKF. I denna bröts magnetit i två malmstreck, ett med skarn och ett med kalksten. Detta gav två olika malmkvalitéer, vilket löstes på så vis att kalkstensmalmen bröts och anrikades på sommaren och skarnmalmen på vintern. Det bröts även i någon mån hematit, i en djupt liggande krosszon och man tog också upp bergbeck. Mellan 1937 och 1939 sänktes Joels schakt till 602 meter, vilket gjorde gruvan till Sveriges då djupaste gruva och världens då djupaste järngruva. Joels schakt blev slutligen 663 meter djupt. Gruvan lades ner 1966. Huvudshaktet hette Unos schakt och dess lave är idag riven. De byggnader som finns kvar är maskinhuset, gruvstugan, verkstad och transformatorstation, samt ett garage som tidigare var serviceverkstad och lokstall, för den smalspåriga järnväg som gick från Vingesbacke via Nyängsgruvan till anrikningsverket i Långnäs.
Långnäs anrikningsverk togs i bruk 1910, men brann ner 1935. En snabb återuppbyggnad gjorde att det kunde börja användas igen samma år. Verket byggdes ut 1954 med krosshus, stångkvarn och finsligavdelning. Verket använde marklutningen för att med gravitationens hjälp transportera den bearbetade malmen inne i verket. Verket lades ner i samband med Vingesbackes nedläggning 1980. Idag är anrikningsverket tömt invändigt på maskiner och dylikt.
Anrikningssanden från Nyäng och Vingesbacke deponerades i och intill sjön Stor-Gösken, främst vid Långnäs bergmullsdeponi. Efter att Vingesbacke lagts ner överlät SKF år 1981 deponin till Hofors kommun.